# Malleastrum mocquerysii
Malleastrum mocquerysii är en tvåhjärtbladig växtart som först beskrevs av C. Dc., och fick sitt nu gällande namn av André Leroy. Malleastrum mocquerysii ingår i släktet Malleastrum och familjen Meliaceae. Inga underarter finns listade i Catalogue of Life.